# Hospicio

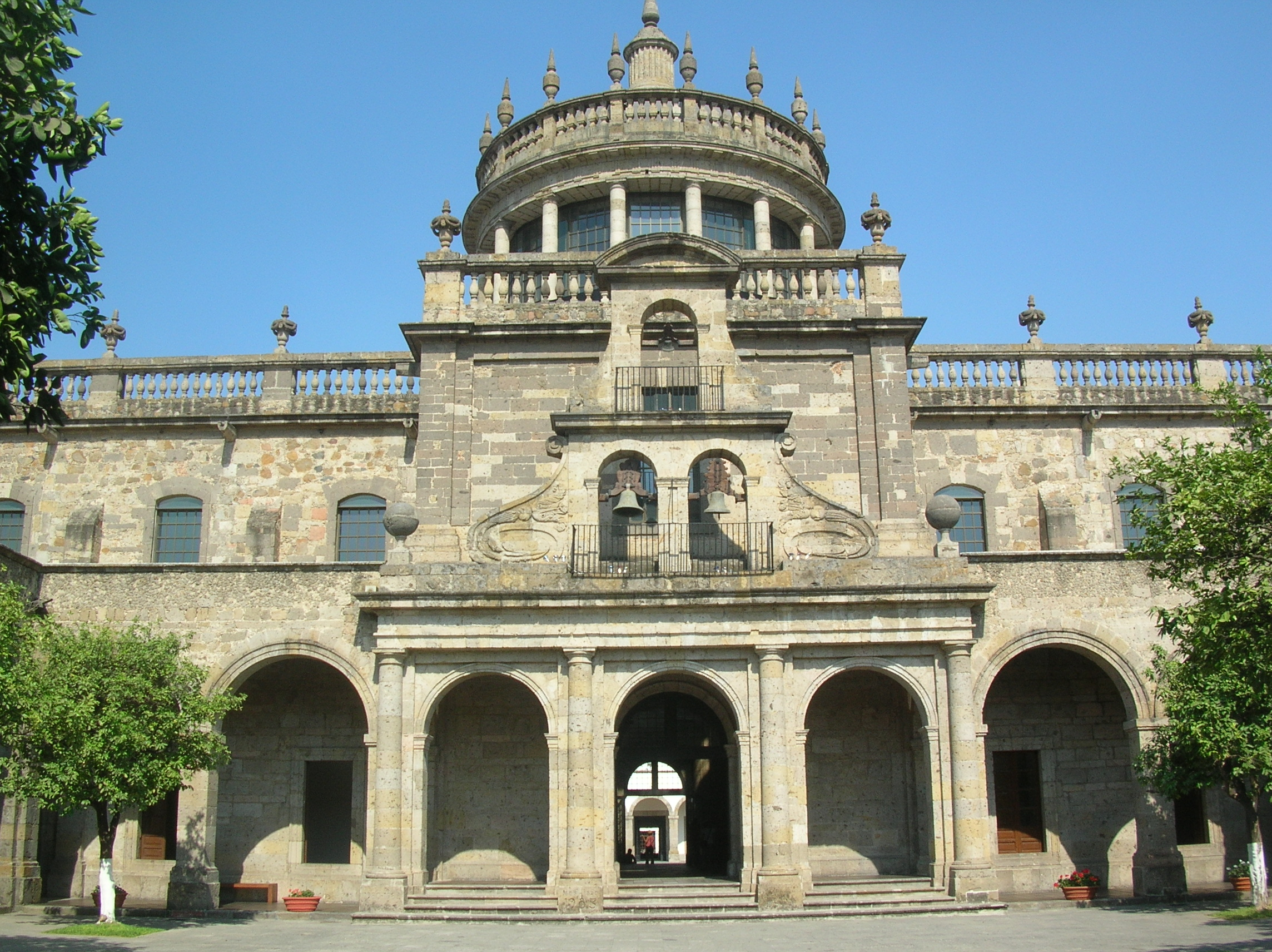
Hospicio Cabañas, Guadalajara, México

Los hospicios son establecimientos donde se acoge a personas desvalidas sin recursos y donde se les mantiene a costa de la beneficencia, sea pública o privada, las donaciones de algunos conciudadanos; en algunos casos las personas acogidas en el hospicio, realizan trabajos u oficios compatibles con su salud y disposición.
La idea de recoger pobres en hospicios parece que comienza a ponerse en práctica en el siglo XVII cuando la población y la miseria pública llegaron al colmo, pues el almirante en un voto que leyó en el Consejo de Estado de España en 1687, dijo: 
que un hospicio que se había intentado hacer a imitación de otros reinos para limpiar la república de ociosos y poner orden en los miserables no se había podido conseguir en tantos años que en él se consumían algunas rentas.
Palabras con grafía similar, en otros idiomas, por ejemplo inglés hospice o alemán Hospiz, están relacionadas con lugares que proveen de bienestar físico y emocional para ancianos y enfermos terminales.

## Historia
Con esta palabra se indicaba en su origen un lugar en el que se alojaba a los extranjeros, derivada de hospites o de la hospitalidad que se ejercía en ellos pero actualmente,  es también sinónimo de hospital. Por esta razón se daba a estos lugares en tiempo de Constantino el nombre de xenodochium.
El emperador Trajano fue el primero que instituyó uno en donde se llevaban los niños para ser instruidos a expensas del estado y Adriano fundó otro igual.